# 孙波 (1961年)
孙波（1961年—），中华人民共和国政治人物、央企高管。

## 个人经历
1982年8月大连工学院（今大连理工大学）本科毕业，2007年7月获得大连理工大学船舶与海洋结构物设计制造专业工学博士学位，研究生学历，高级工程师（研究员级）。长年在大连市造船行业工作，2009年12月任中国船舶重工集团公司党组成员，兼任中国船舶重工股份公司总经理、大连造船厂集团有限公司董事长。2012年4月任中国船舶重工集团公司副总经理。2015年3月任中国船舶重工集团公司董事、总经理、党组副书记。
2018年6月16日，中央纪委国家监委网站发布消息，孙波涉嫌严重违纪违法，接受中央纪委国家监委纪律审查和监察调查。他是中共十九大以来首位落马的央企高管。12月17日，孙波被双开。2019年2月1日，上海市人民检察院因孙波涉嫌受贿、滥用职权，向上海市人民法院提起公诉。
2019年7月4日，上海市第一中级人民法院公开宣判孙波一案，对被告人孙波以受贿罪（864萬餘元）判处有期徒刑十年六个月，并处罚金人民币八十万元；以国有公司人员滥用职权罪判处有期徒刑四年。决定执行有期徒刑十二年，并处罚金人民币八十万元。对孙波受贿所得财物及其孳息予以追缴，上缴国库。孙波当庭表示服从判决，不上诉。